# 철비거북좌대
철비거북좌대는 대한민국 전라남도 강진군 병영면에 있다. 2004년 11월 1일 강진군의 향토문화유산 제18호로 지정되었다.

## 개요
전라병영성 상주 병사들의 공을 기리기 위해 제작된 철비의 좌대로 돌거북 암, 수 한쌍이 구 병영면사무소(성동리 129-2) 정문 좌우에 배치되었다.  병영성 복원을 위하여 병영면사무소가 2007년 2월 26일 옮기면서 같이 현 위치로 이동하였다.